# Saint-Glen
Saint-Glen település Franciaországban, Côtes-d’Armor megyében. Lakosainak száma 667 fő (2022. január 1.). Saint-Glen Penguily, Saint-Trimoël, Trébry és Le Mené községekkel határos.

## Népesség
A település népessége az elmúlt években az alábbi módon változott:
| Lakosok száma | 607  | 610  | 618  | 621  | 634  | 646  | 654  | 662  | 667  |
|               | 2013 | 2015 | 2016 | 2017 | 2018 | 2019 | 2020 | 2021 | 2022 |